# Гутнік-Залужний Іван Вікторович
Іва́н Ві́кторович Гу́тнік-Залу́жний (18 грудня 1990, Запоріжжя — 10 серпня 2014, поблизу Амвросіївки) — лейтенант (посмертно), командир запорізького взводу Національної гвардії України, міністерство внутрішніх справ України. Учасник російсько-української війни.

## Життєпис
Народився 1990 року в місті Запоріжжя. Єдиний син у матері; закінчив Запорізький інститут економіки та інформаційних технологій — магістр, офіцер запасу; працював начальником виробничо-технічного відділу приватного підприємства — будівельні й монтажні роботи. У квітні 2014 року мобілізований на військову службу до Національної гвардії України, однак прийшов практично добровольцем; відклав призначене на 7 червня весілля. Організував за допомогою соціальних мереж «народне» постачання засобів захисту та зв'язку, іншого спорядження. 27 липня був направлений безпосередньо в зону бойових дій.
10 серпня 2014 року терористи обстріляли блокпост біля Амвросіївки Донецької області, де Іван Гутнік-Залужний зазнав вогнепального поранення: він перебував у складі «секрету» та побачив у тепловізор групу невідомих, доповів командуванню та дістав наказ спостерігати. Майже одразу група невідомих відкрила вогонь у напрямку «секрету», скоріше всього, вони вицілювали саме бійця з тепловізором, розуміючи, що, можливо, він їх бачив. «Секрет» відкрив вогонь у відповідь по бойовиках, що підкрадалися, чим врятував життя підрозділу. Терористів викрили та змусили відступити.
Медики не змогли врятувати життя молодшого лейтенанта — дві кулі влучили, пройшовши над пластинами бронежилета, і серйозно травмували життєво важливі органи. Лейтенант Гутнік-Залужний ціною свого життя врятував 48 побратимів.
13 серпня мешканці Запоріжжя провели його в останню дорогу, серед близьких — мати Галина Іванівна та 96-річний дід, полковник Іван Анікейович Залужний, учасник Другої світової війни, ветеран ВМФ СРСР — морський піхотинець.
Похований на Осипенківському кладовищі.

## Нагороди
14 серпня 2014 року — за особисту мужність і героїзм, виявлені у захисті державного суверенітету та територіальної цілісності України, вірність військовій присязі під час російсько-української війни, відзначений — нагороджений орденом «За мужність» III ступеня (посмертно).

## Вшанування пам'яті
- 10 серпня 2015 року на Осипенківському кладовищі в Запоріжжі було відкрито пам'ятник Івану Гутніку-Залужному[3].
- Рішенням Запорізької міської ради від 19 лютого 2016 року[4] і розпорядженням міського голови від 20 лютого 2016 року[5] вулицю Червоної кінноти в Дніпровському районі Запоріжжя перейменовано на вулицю Івана Гутніка-Залужного[6].
- його портрет розміщений на меморіалі «Стіна пам'яті полеглих за Україну» у Києві: секція 2, ряд 10, місце 19.
- 9 листопада 2016 року нагороджений орденом «За заслуги перед Запорізьким краєм» III ступеня (посмертно).[7]
- вшановується 10 серпня на щоденному ранковому церемоніалі вшанування захисників України, які загинули за свободу, незалежність і територіальну цілісність нашої держави.[8]